# Pulau Sebira
Pulau Sebira is een Indonesisch eiland voor de kust van Jakarta. Het maakt deel uit van de Duizendeilanden. Op het eiland bevindt zich de Noordwachter. De oudste nog bestaande vuurtoren uit de Nederlandse koloniale tijd. De witgeschilderde ijzeren toren stamt uit 1869.
Pulau Air Besar · Pulau Air Kecil · Pulau Ayer Besar · Pulau Ayer Kecil · Pulau Belanda · Pulau Biawak · Pulau Bidadari · Pulau Bokor · Pulau Bira Besar · Pulau Bira Kecil · Pulau Bulat · Pulau Bundar · Pulau Burung · Pulau Cipir · Pulau Damar Besar · Pulau Damar Kecil · Pulau Dapur · Pulau Cina · Pulau Dua Barat · Pulau Dua Timur · Pulau Genteng Besar · Pulau Genteng Kecil · Pulau Gosong Pabelokan · Pulau Gosong Rengat · Pulau Gudus Lempeng · Pulau Gundul · Pulau Hantu Barat · Pulau Hantu Timur · Pulau Harapan · Pulau Jagung · Pulau Jukung · Pulau Kaliage Besar · Pulau Kaliage Kecil · Pulau Kelor Timur · Pulau Kalang Kudus · Pulau Kayu Angin Bira · Pulau Kayu Angin Genteng · Pulau Kayu Angin Melintang · Pulau Kayu Angin Putri · Pulau Karang Beras · Pulau Karang Congkak · Pulau Karang Bongkok · Pulau Karya · Pulau Kelapa · Pulau Kelapa Kecil · Pulau Kelor Barat · Pulau Kelor Besar · Pulau Kongsi · Pulau Kotok Besar · Pulau Kotok Kecil · Pulau Kuburan Cina · Pulau Kungsi · Pulau Laga · Pulau Lancang Besar · Pulau Lancang Kecil · Pulau Laki · Pulau Lipan · Pulau Macan Besar · Pulau Matahari · Pulau Macan Kecil · Pulau Melinjo · Pulau Melintang Besar · Pulau Melintang Kecil · Pulau Nyamuk Besar · Pulau Nyamuk Kecil · Pulau Nyamplung · Pulau Onrust · Pulau Opak Kecil · Pulau Opak Besar Barat · Pulau Opak Besar Timur · 
Pulau Pamujan Besar · Pulau Panjang Besar · Pulau Panggang · Pulau Paniki · Pulau Panjang Kecil · Pulau Pemagaran · Pulau Penyaliran Barat · Pulau Penyaliran Timur · Pulau Pabelokan · Pulau Perak · Pulau Pateloran Barat · Pulau Pateloran Timur · Pulau Payung Besar · Pulau Payung Kecil · Pulau Pramuka · Pulau Pari · Pulau Petondan Besar · Pulau Petondan Kecil · Pulau Putri Barat · Pulau Putri Timur · Pulau Putri Gundul · Pulau Rambut · Pulau Rengit · Pulau Saktu · Pulau Sebaru Besar · Pulau Sebaru Kecil · Pulau Sebira · Pulau Semut · Pulau Semut Besar · Pulau Semut Kecil · Pulau Sepa Besar · Pulau Sepa Kecil · Pulau Tongkeng · Pulau Sekati · Pulau Semak Daun · Pulau Tengah · Pulau Tidung Besar · Pulau Tidung Kecil · Pulau Tikus · Pulau Ubi Besar · Pulau Ubi Kecil · Pulau Untung Jawa · Pulau Yu Besar · Pulau Yu Kecil